# میامی ایر اینترنشنال
میامی ایر اینترنشنال (به انگلیسی: Miami Air International) یک شرکت هواپیمایی با کد یاتا LL است که در تاریخ ۱ اوت ۱۹۹۰ میلادی تأسیس شده و در تاریخ ۱ اکتبر ۱۹۹۱ فعالیتش را آغاز کرده‌است.
دفتر مرکزی میامی ایر اینترنشنال در شهرستان میامی-دید، فلوریدا، ایالات متحده آمریکا واقع شده‌است و قطب این شرکت هواپیمایی در فرودگاه بین‌المللی میامی قرار دارد.